# 国際連合安全保障理事会決議496
国際連合安全保障理事会決議496（こくさいれんごうあんぜんほしょうりじかいけつぎ496 英: United Nations Security Council Resolution 496）は、1981年12月15日に国際連合安全保障理事会において全会一致で採択された決議。

## 概要
セーシェル国連大使からの報告を受けて、国際連合安全保障理事会は南アフリカ共和国からの援助を受けたとされているマイク・ホアーを含む外国人傭兵が同年11月25日に起こしたクーデター未遂と、それに続くエア・インディア旅客機のハイジャック事件を非難した（詳細は「1981年セーシェル・クーデター未遂事件」を参照）。
決議496においては、クルト・ヴァルトハイム国際連合事務総長の助力を得た上でマイク・ホアーを含む外国人傭兵による一連の事件に関する調査委員会を立ち上げ、少なくとも1982年1月31日までに一連の事件に関する報告を行うように要求した。
一連の事件で約40名の傭兵が逮捕され、マイク・ホアーによるクーデターは成功しなかった。なお、セーシェル国連大使のグロバネラ・ゴンティエは国際連合安全保障理事会の会合において「南アフリカ共和国が今回の一連の事件で深く関与していると思われると信じるに十分な証拠がある」と述べている。のちにセーシェルは南アフリカ共和国の民間航空に対してボイコットを行うように呼びかけたが、これに対して南アフリカ共和国は一連の事件の関与を否定した上でハイジャック機に搭乗し海外へと逃亡した39名の傭兵の中の数名を裁判にかけると述べている。
なお、一連の事故に関する報告書については、1982年5月28日に行われた決議507において審議された。